# Exoprosopa aberrans
Exoprosopa aberrans är en tvåvingeart som beskrevs av Paramonov 1928. Exoprosopa aberrans ingår i släktet Exoprosopa och familjen svävflugor. Inga underarter finns listade i Catalogue of Life.